# Radibor
Radibor (szorb nyelven Radwor) település Németországban, azon belül Szászország tartományban. Lakosainak száma 3106 fő (2023. december 31.). Radibor Bautzen, Großdubrau, Göda, Neschwitz, Königswartha, Lohsa és Boxberg/O.L. községekkel határos.

## Népesség
A település népességének változása:
| Lakosok száma | 3110 | 3135 | 3117 | 3158 | 3106 |
|               | 2017 | 2019 | 2021 | 2022 | 2023 |